# Atentado de Saint-Quentin-Fallavier
El atentado de Saint-Quentin-Fallavier fue un ataque terrorista perpetrado contra una planta de gas industrial en Saint-Quentin-Fallavier (Isère), Francia, que tuvo lugar el 26 de junio de 2015.

## Desarrollo
El ataque ocurrió el 26 de junio de 2015, en una planta de gas industrial de la empresa Air Products, con "clasificación Seveso" o 'bajo nivel', en una zona industrial de Saint-Quentin-Fallavier. Un coche entró en la fábrica con el procedimiento del vehículo-ariete y, una vez dentro, hizo explotar varios cilindros de gas.
Según Libération y France Info, un cuerpo fue decapitado, y su cabeza quedó expuesta en las rejas de entrada de la fábrica junto a una bandera del Estado Islámico.

## Investigación
Según el ministro del Interior francés, Bernard Cazeneuve, el sospechoso fue identificado como Yassin Salhi, un repartidor de 35 años que vivía Saint-Priest, cerca de Lyon, junto a su esposa y sus tres hijos. La mañana del ataque se dirigió a su trabajo, donde estranguló a su jefe (Hervé Cornara, 54 años), con quien había discutido dos días antes, y se dirigió con el cadáver a la planta de gas. Allí lo decapitó, colocó y detonó explosivos en dos de los depósitos de gas y dejó la cabeza clavada en las rejas exteriores. Su intención era volar la planta entera, pero la rápida intervención de los bomberos lo evitó. Resultó herido leve durante su detención y el 22 de diciembre se suicidó en prisión.
El sospechoso no tenía antecedentes penales, pero pasó a ser vigilado por los servicios de inteligencia franceses entre 2006 y 2008, puesto que parecía estar relacionado, principalmente, con el movimiento islámico salafista. Salhi había nacido en el departamento de Doubs, cerca de la frontera con Suiza. Su padre, argelino, murió cuando él era adolescente y entonces su madre, marroquí, regresó a su país. Él dejó los estudios y se puso a trabajar. Fue vigilado al trabar amistad con Grand Ali, un extremista en el punto de mira de la Policía por sus ideas y sus frecuentes viajes a Egipto e Indonesia.